# Геллбой
Геллбой, також Хеллбой (англ. Hellboy) — це вигаданий герой, створений художником та сценаристом Майком Міньйолою. Вперше персонаж побачив світ на конвенті San Diego Comic-Con Comics № 2 (у серпні 1993 року), та з того часу став точкою відліку для появи багатьох серій, міні-серій коміксів та кросоверів. Персонаж з'явився у двох кінострічках 2004 та 2008 років, у яких головну роль виконав Рон Перлман, а також в двох анімаційних стрічках та трьох відеоіграх — Asylum Seeker, The Science of Evil та як ігровий персонаж у Injustice 2. Перезавантаження фільму з Девідом Гарбором заплановано на 2019 рік.
Напівдемон з гарними намірами, чиє справжнє ім'я Анунґ Ун Рама, Геллбой був призваний з Пекла на Землю ще дитиною 5 жовтня групою нацистських окультистів. Він був знайдений військами Союзників, а саме професором Тревором Бруттенгольмом, який сформував у Сполучених Штатах Бюро Паранормальної Розвідки та Оборони (БПРО). З часом Геллбой виріс у великого червоношкірого здорованя з хвостом, рогами (які він постійно спилює циркулярною шліфувальною машинкою), копитами на ногах і величезною кам'яною правою рукою («Права Рука Долі»). А ще від нього сочиться аромат смаженого арахісу. Попри те, що він трохи грубий, він не вважає себе справжнім демоном і має доволі іронічне почуття гумору. Вважається, що це пов'язано з його вихованням під керівництвом професора Бруттенгольма, який виростив його як звичайного хлопчика.
Геллбой працює в БПРО — інтернаціональному недержавному агентстві, яке бореться проти темних сил, нацистів і всілякої магії, яке зображене в серії коміксів, та бере за базу фольклор, Pulp-журнали, вінтажні пригоди, Лавкрафтіанськи жахи та горрор-фантастику. Раніше, в перших випусках, його називали «Найвеличнішим в Світі Паранормальним Слідчим».

## Біографія персонажа
Геллбой, або «Анунґ Ун Рама», як його звуть насправді, був зачатий 5 жовтня 1617 року, в день, коли його рідна мати Сара Ґ'юз опинилась на смертному одрі. За життя Сара була відьмою й отримала свою силу через служіння Аззаїлові, герцогу Пекла, який і був справжнім батьком Геллбоя. Приймаючи тіло Сари до Пекла, коли вона намагалася покаятися на смертному одрі в церкві в Східному Бромвічі в Англії, Аззаїл спалив її, щоб народилася їх дитина, і відрубав праву руку новонародженого, щоб замінити її «Правою Рукою Долі», реліквією, яка була пов'язана із Огдру Джахадом. Коли інші князі Пекла дізналися про його вчинок, Аззаїл відправив свою дитину-напівдемона, у той час поки він був позбавлений своїх повноважень і ув'язнений у кризі.
Дитя було призвано на Землю в останні місяці Другої Світової Війни «Скаженим Монахом» Григорієм Распутіним на острові Тармагант біля узбережжя Шотландії за сприянням нацистів, які намагались змінити перебіг війни, що вже йшла до програшу (Проект «Раґнарок»). Внаслідок ритуалу дитя з'явилося на Землі у спалаху, який зруйнував церкву у Бромвічі 23 грудня 1944 року. Він не був дияволом в традиційному сенсі, проте демонічним створінням. Його було названо Геллбоєм, а ім'я дав професор Тревор «Брум» Бруттенгольм.
Його було забрано Збройними силами Сполучених Штатів і відправлено на базу повітряних сил в Нью-Мексико, де Геллбой зростав під опікою професора Бруттенгольма і де  почалось створення Бюро Паранормальної Розвідки й Оборони (БПРО), приватної організації по спротиву потойбічним силам. Після успіху його першої місії 1952 року Геллбой отримує почесний статус від ООН та стає членом БПРО як «найкращій в світі паранормальний слідчий».
Здаваючись дорослим зовні та маючи розвинене тіло, але підлітковий розум через повільне дорослішання, Геллбой стає провідним агентом БПРО разом із іншими людьми та напівлюдьми — такими як Кейт Корріґан, професор фольклору Нью-Йоркського Університету, людина-амфібія Ейб Сапієн та Ліз Шерман, молодий пірокінетик. Все змінюється для Геллбоя під час подій «Сім'я Руйнування», коли він знаходить професора Бруттенгольма після його зникнення під час Арктичної експедиції, і який невдовзі помирає від рук Лавкрафтіанської жаб'ячої потвори. Пошуки приводять Геллбоя, Ейба та Ліз в маєток Кавендішів, яка насправді є пасткою Распутіна, щоб змусити Геллбоя прийняти його «долю» та допомогти Саду-Гем, одному із сім'ян Оґдру Джагад. Під впливом привида одного з предків Кавендішей, Ейб ранить Распутіна. Полум'я Ліз спалює його разом із Саду-Гем та всім маєтком. Незабаром, під час візиту до церкви у Бромвичі, Геллбой отримує видіння про його зачаття ще 300 років тому, і дізнається, що у нього були серед людей брат та сестра: черниця і священик, чиї духи переслідують церкву після їх смерті, намагаючись завадити Аззаїлові задати шкоди Сарі.

## Сили та можливості
Спираючись на свою демонічну спадщину, а також через постійні фізичні вправи, Геллбой володіє надлюдською силою, витривалістю, стійкістю до травм та надшвидким зціленням від практично всіх тілесних ушкоджень, а також робить його несприйнятливим до усіх хвороб. Він також має природжену здатність розуміти давні та магічні мови. Міра його сили незрозуміла, але він здатний ламати руками дерева та жбурляти їх. Він також підіймав та кидав противників вагою щонайменше чотириста-п'ятсот фунтів. Він може витримувати сильні удари, які здатні сильно травмувати або вбити звичайну людину. 
Геллбой дуже відрізняється від людини. В два роки він виглядав вже як дитина 6-10 років. Десятирічний Геллбой виглядав як цілком доросла людина. Його надшвидкий фізичний розвиток контрастує із його розвитком віковим, який відбувався набагато повільніше ніж у людини. Такі властивості притаманні й іншим демонічним створінням цього всесвіту. 
Крім природно фізичних надможливостей Геллбой вміє використовувати святі реліквії, амулети, рослини та ручні гранати. В його спорядженні також є великий револьвер. Проте його снайперські навички, як зазнає і сам Геллбой, дуже низькі, тож часто виходить вступати в рукопашний бій, використовуючи таку зброю як мечі, піки і свою кам'яну правицю. Нестача справжньої бойової підготовки Геллбоя компенсується його досвідом як паранормального слідчого, хоча зустрічі з незнайомими загрозами часто змушують його вдаватися до імпровізації та використання його дотепності.

### Права Рука Долі
Як стає відомо із коміксу Strange Places, права рука Геллбоя колись належала Анумові, одному із «великих духів», що спостерігав за розквітом Землі та створив Оґдру Джагад. Після того як Оґдру Джагад був запечатаний, Анум був знищений нижчими духами. Лише його правиця лишилась недоторканою. Її зберігало чимало рас крізь віки та тисячоліття, навіть перші люди. Врешті-решт цією рукою заволодів Аззаїл, який і прищепив її до свого новонародженого сина — Геллбоя.
Як рука, яка створила і зв'язала Оґдру-Джагад, вона також є ключем, який «звільняє та керує» ними. Іншими словами, це каталізатор, який приведе до Раґнарока. Самі комікси ніколи не згадують про те, як Права Рука Долі насправді здійснить це; вони лише пояснюють, що це є факт і хтось або щось має намір це зробити з або без згоди Геллбоя. Фільм демонструє, що він працює як ключ: двічі обертається у спеціальному обеліску, захищеному Распутіним, і звільняє Оґдру Джагад. Відомо, що рука не обов'язково має бути приєднана до Геллбоя, щоб бути використана за призначенням. Було висловлено припущення, що якщо Геллбой вмирає, коли рука прикріплена до нього, то вона втрачає свої фатальні властивості. Тому він зробив висновок, що єдиним способом запобігти потраплянню руки в неправильні руки є збереження та її захист.

## Створення
Геллбой був створений Майком Міньйолою до коміксового конвенту у вигляді демона із надписом «Hellboy» на поясі. Міньйола волів створити щось серйозне з цього концепту, але вирішив згодом залишити це ім'я.
Пізніше, Міньйола вирішив створити власний комікс, оскільки він вважав, що має сенс створити власних героїв для історій, які він хоче розповісти, а не намагатися залучити існуючих персонажів у ці історії. Міньйола казав: «Я мав на увазі ті історії, які я вигадав ще до створення Геллбоя. Не було такого, що я створив Геллбоя і сказав: „ Гей, а що тепер робитиме цей хлопець?“ Я знав, які види історій я хотів зробити, але просто потрібен був головний герой». Він спочатку створив Геллбоя як частину команди з п'яти осіб, але облишив цю ідею, коли зрозумів, що не міг вигадати назву команди, яка б йому сподобалася.
Як і інші герої американських коміксів типу Бетмена, Спайдермена, Росомахи, Дардевіла чи Спауна, Геллбоя постійно мучить жага дізнатись про своє минуле.

## Історія публікації
До того, як Геллбой був надрукований у видавництві Dark Horse Comics, його концепт був представлений директорату DC Comics, якому сподобалась концепція, але не сподобалось використання «Гелл» (Пекло) в імені.
Ранні історії були задумані та намальовані Міньйолою за сценарієм Джона Бірна, а пізніші вже були створені іншими творцями, ніж Міньйола, включаючи Крістофера Ґолдена, Гая Девіса, Райана Сука та Дункана Феґредо. Зростаючий попит на франчайзинг Геллбой призвели до того, що окремий випуск 2008-го In the Chapel of Moloch став першим коміксом Міньйоли в якості художника та сценариста з часів The Island 2005-го року.

### Оригінальні графічні романи:Геллбой
Окремі історії створені для видання в твердій палітурці в форматі графічного роману.
| Назва                    | Сценарист                    | Художник       | Колір        | Обкладинка   | Видано           | ISBN          |
| ------------------------ | ---------------------------- | -------------- | ------------ | ------------ | ---------------- | ------------- |
| House of the Living Dead | Mike Mignola                 | Richard Corben | Dave Stewart | Mike Mignola | 2 листопада 2011 | 9781595827579 |
| The Midnight Circus      | Mike Mignola                 | Duncan Fegredo | Dave Stewart | Mike Mignola | 23 жовтня 2013   | 9781616552381 |
| Into the Silent Sea      | Mike Mignola and Gary Gianni | Gary Gianni    | Dave Stewart | Mike Mignola | 19 квітня 2017   | 9781506701431 |

### Бібліотечні видання
Ці видання надруковані в оригінальному розмірі, в якому вони були намальовані.
| Том             | Зміст                                                       | Видано          | ISBN          |
| --------------- | ----------------------------------------------------------- | --------------- | ------------- |
| 1               | - Seed of Destruction - Wake the Devil                      | 7 травня 2008   | 9781593079109 |
| 2               | - The Chained Coffin and Others - The Right Hand of Doom    | 8 жовтня 2008   | 9781593079895 |
| 3               | - Conqueror Worm - Strange Places                           | 23 вересня 2009 | 9781595823526 |
| 4               | - The Crooked Man and Others - The Troll Witch and Others   | 15 червня 2011  | 9781595826589 |
| 5               | - Darkness Calls - The Wild Hunt                            | 11 липня 2012   | 9781595828866 |
| 6               | - The Storm and the Fury - The Bride of Hell and Others     | 12 січня 2013   | 9781616551339 |
| Hellboy in Hell | - The Descent - The Death Card - The Magician and the Snake | 4 жовтня 2017   | 9781506703633 |

### Омнібус видання
Ці видання містять повну серію про Геллбоя із подіями в хронологічному порядку
| Том                                           | Зміст | Видано         | ISBN          |
| --------------------------------------------- | --- | -------------- | ------------- |
| Hellboy Omnibus Volume 1: Seed of Destruction | - Seed of Destruction (мінісерія на 4 випуски) - Wake the Devil (мінісерія на 5 випусків) - The Wolves of St August (коротка історія) - The Chained Coffin (коротка історія) - Almost Colossus (мінісері на 2 випуски) | 9 травня 2018  | 9781506706665 |
| Hellboy Omnibus Volume 2: Strange Places      | - Conqueror Worm (мінісерія на 4 випуски) - The Third Wish (мінісерія на 2 випуски) - The Island (мінісерія на 2 випуски) - Into the Silent Sea (графічний роман) - The Right Hand of Doom (коротка історія) - Box Full of Evil (коротка історія) | 20 червня 2018 | 9781506706672 |
| Hellboy Omnibus Volume 3: The Wild Hunt       | - Darkness Calls (мінісерія на 6 випусків) - The Wild Hunt (мінісерія на 8 випусків) - The Storm (мінісерія на 3 випуски) - The Fury (мінісерія на 3 випуски) - The Mole (коротка історія) | 18 липня 2018  | 9781506706689 |
| Hellboy Omnibus Volume 4: Hellboy in Hell     | - The Descent (Hellboy in Hell #1-4) - The Three Gold Whips (Hellboy in Hell #5) - The Death Card (Hellboy in Hell #6) - The Hounds of Pluto (Hellboy in Hell #7-8) - The Spanish Bride (Hellboy in Hell #9) - For Whom the Bell Tolls (Hellboy in Hell #10) - The Exorcist of Vorsk (коротка історія) - The Magician and the Snake (коротка історія) | 5 вересня 2018 | 9781506707495 |

| Том                              | Зміст | Видано         | ISBN          |
| -------------------------------- | --- | -------------- | ------------- |
| Complete Short Stories, Volume 1 | - The Corpse (коротка історія) - Pancakes (коротка історія) - The Nature of the Beast (коротка історія) - King Vold (коротка історія) - The Penanggalan (коротка історія) - The Crooked Man (мінісерія на 2 випуски) - Hellboy in Mexico (окремий випуск) - Double Feature of Evil (окремий випуск) - Hellboy versus the Aztec Mummy (коротка історія) - Hellboy Gets Married (окремий випуск) - The Coffin Man (коротка історія) - The Coffin Man 2: The Rematch (коротка історія) - The Midnight Circus (графічна новела) - House of the Living Dead (графічна новела) | 5 червня 2018  | 9781506706641 |
| Complete Short Stories, Volume 2 | - The Hydra and the Lion (коротка історія) - The Troll Witch (коротка історія) - The Baba Yaga (коротка історія) - The Sleeping and the Dead (коротка історія) - Heads (коротка історія) - Goodbye Mister Tod (коротка історія) - The Vârcolac (коротка історія) - The Vampire of Prague (коротка історія) - The Bride of Hell (окремий випуск) - The Whittier Legacy (коротка історія) - Buster Oakley Gets His Wish (окремий випуск) - They That Go Down to the Sea in Ships (окремий випуск) - A Christmas Underground (коротка історія) - Dr. Carp's Experiment (коротка історія) - The Ghoul (коротка історія) - In the Chapel of Moloch (окремий випуск) - Makoma (мінісерія на 2 випуски) | 28 серпня 2018 | 9781506706658 |

## Інше медіа

### Кіно

#### Хеллбой(2004)
Гільєрмо дель Торо був співсценаристом та режисером першої екранізації Геллбоя в 2004 році. Другим сценаристом був Перер Бріґґз (Peter Briggs). Дель Торо є великим шанувальником творів Майка Міньйоли і навіть є автором вступу до коміксу Hellboy: Conqueror Worm.
Головну роль, Геллбоя, в стрічці виконав Рон Перлман (найбажаніша кандидатура і від Дель Торо і від Міньйоли), Сельма Блер зіграла Ліз Шерман, Руперт Еванс — спеціального агента ФБР Джона Майерса (персонаж створений суто під кіноадаптацію), Джон Гьерт зіграв професора Треворе Бруттенгольма, Даг Джонс — Ейба Сапієна, Карел Роден — Григорія Распутіна, а Джефрі Тембор — головного спеціального агента ФБР Тома Маннінґа. Фільм показує Геллбоя, який живе в БПРО із купою котів та обмеженим доступом у зовнішній світ, проте вважається населенням міською легендою.
Фільм отримав переважно позитивні відгуки на прийнятну касу. Проте фільм стартував в прокаті поки ще відбувався прокат стрічки Пристрасті Христові, та, як стало відомо із коментарів режисера до DVD-видання, деякі кінотеатри воліли або змінювати назву, або взагали уникати прокату на користь саме Пристрастей..

#### Хеллбой 2: Золота Армія(2008)
Продовження, Хеллбой 2: Золота Армія, була знята в Будапешті Гільєрмо дель Торо і вийшла в прокат у 2008 із Роном Перлманом та Сальмою Блер, які повернулись о свої ролей. Джонс також знову зіграв Ейба Сапієна, а також ще у двох ролях — Янгола Смерті та Чамберлейна. Сюжет став більш фольклорним та казковим із міцним Європейським забарвленням. У команду було додано нового персонажа — Йоханна Краусса, якого озвучив Сет Макфарлейн.

#### Хеллбой(2019)
В травні 2017 був анонсований перезапуск Геллбой: Повернення Червоної Королеви. Режисером нового фільму став Ніл Маршалл, а головну роль зіграв Девід Гарбор. Фільм на відміну від попередніх має бути із рейтингом R. Реліз запланований на 2019й рік. Іян Макшейн отримав роль Тревора Бруттенгольма. Мілла Йовович зіграє головного антагоніста історії — Криваву Королеву Німуе. У серпні 2017 кінострічка загубила підзаголовок, відтепер назва стала просто Хеллбой.

## Нагороди
Мінісерія Hellboy: Conqueror Worm отримала в 2002-му Премію Айзнера як Найкраща Закінчена Серія («Best Limited Series»), в той час як The Art of Hellboy отримала Премію Айзнера 2004 року за Найкраща Книга про Комікси («Best Comics-Related Book»). Міньйола отримав 2000 року Премію Гарві як найкращий художник («Best Artist») за Hellboy: Box Full of Evil. А комікс Hellboy: Darkness Calls виграв в 2007 Eagle Award в номінації найулюбленіший американський кольоровий комікс («Favourite Colour Comicbook — American»).
Персонаж Геллбой був номінований як Найулюбленіший Персонаж Коміксів («Favourite Comics Character») в 2004 та 2005 від Eagle Awards. 
Автор коміксів Алан Мур вніс Геллбоя до рекомендованих, та назвав його «сповненим майстерства та наче вирубаним із каменю, щоб ми могли побачити усю гостроту та чуттєвість таланту Міньйоли в його творах».
В березні 2009 Геллбой отримав нагороди в двої категоріях за голосуванням фанатів Project Fanboy Awards: «Найкращій Герой незалежного коміксу» та «Найкращий Персонаж Незалежного коміксу».

## Видання в Україні
Офіційним виданням коміксів про Геллбоя в Україні займається видавництво Vovkulaka. Головна серія видається в колекційному форматі по дві частини в одному томі.